# Jacques-Charles Brunet
Pour les articles homonymes, voir Brunet.
Cet article possède un paronyme, voir Jacques Brunet.
Jacques-Charles Brunet est un bibliographe français né à Paris le 2 novembre 1780 où il est mort le 14 novembre 1867.

## Biographie
Fils de libraire, il publie en 1802 un supplément au Dictionnaire bibliographique des livres rares (1790) de Duclos et Cailleau. En 1810 paraît la première édition de son Manuel du libraire et de l'amateur de livres, en trois volumes. L'ouvrage est réimprimé plusieurs fois. En 1860-1865, il est réédité en six volumes in-8. Il est reconnu comme la référence des livres de ce type dans la littérature européenne.

## Œuvres
- Manuel du libraire et de l'amateur de livres, contenant 1° : un nouveau dictionnaire bibliographique… 2° : une table en forme de catalogue raisonné…, Paris, Brunet, 1810, 3 vol. in-8°[1].
- Nouvelles Recherches bibliographiques pour servir de supplément au Manuel du libraire et de l'amateur de livres, Paris, Silvestre, 1834, 3 vol. in-8°[2].
- Poésies françoises de J. G. Alione (d'Asti) (it)[3], composées de 1494 à 1520, publiées pour la première fois en France, avec une notice biographique et bibliographique, par J.-C. Brunet, Paris : Silvestre, 1836, In-8°[4]
- Recherches bibliographiques et critiques sur les éditions originales des cinq livres du roman satirique de Rabelais et sur les différences de texte qui se font remarquer particulièrement dans le premier livre du "Pantagruel" et dans le "Gargantua", Paris : L. Potier, 1852, In-8°, 144 et 58 p.[5].
- Manuel du libraire et de l'amateur de livres, cinquième éd. originale entièrement ref. et augm. d'un tiers par l'auteur, Paris, Firmin Didot frères, 1860-1865, 6 vol. ; in-8[6] et son supplément[7]. Lire sur Gallica

## Brunet dans la fiction
On trouve des références à Brunet dans la série de bandes dessinées Le Décalogue, scénarisée par Frank Giroud :
- Les Conjurés, tome VII : Brunet représenté (p. 27) admire la toute fraîche édition de Nahik, en 1822 ;
- Le Météore, tome III : en 1958, Brunet est évoqué dans une discussion entre spécialistes (p. 21) ; la note de bas de page indique : « Jacques Charles Brunet (1780-1867), auteur d'un Manuel du libraire et de l'amateur de livre, référence de tous les bibliophiles. »
- Le Serment, tome IV : à la fin du livre (p. 54-56), l'impression de Brunet sur le Nahik est donnée, avec comme référence « Jacques-Charles Brunet. Appendice à la quatrième édition du manuel du libraire et de l'amateur de livre (1824). »